# 官稲混合
官稲混合（かんとうこんごう）とは、奈良時代の天平年間に行われた様々な名目の官稲を正税に一本化しようとする政策。

## 概要
律令制初期には、正税以外にも雑稲として、郡に預けられた郡稲、駅の運営費用とするための駅起稲など、多くの雑官稲が設けられており、その利稲を出挙して特定の目的に用いていた。ところが、『続日本紀』によると、天平6年（734年）1月18日、勅によって駅起稲などの一部例外を除いたほぼ全ての官稲を正税として一本化され、天平11年（739年）6月17日には駅起稲が、「天平十一年度伊豆国正税帳」によると、同じく9月14日には兵家稲が正税に統合され、神税のような特殊なものを除いて全ての官稲が正税に混合された。
「出雲国計会帳」では、天平6年(734年)2月8日付で、伯耆国から『続紀』1月18日条に見える内容を記した太政官符（官稲混合状）が出雲国に送られている。同書には、天平6年3月3日、「官稲混合状」の太政官符と一緒に隠岐国から出雲国へ送られている「白書一通（神税等の稲合はさずの状）」があり、これは神税などについて、正税混合の例外とすることを通知した、補足の文書ではないかと想定される。
この年、諸道に検税使が派遣されたことが、『撰定交替式』の「天平六年七道検税使算計法」に現れているが、官稲混合の実施状況や、正倉の管理の状況を把握するために行われたのではないか、と福井利彦は述べている。
この官稲混合が実施された様は天平6年度の「尾張国正税帳」によって知られており、また天平4年度の「越前国郡稲帳」と官稲混合後の諸国の正税帳の記録を比較することで、どのような費目が郡稲からのもので、どのようにして正税に組み込まれていったのかが分かってくる。当時、諸国では年料交易雑物など中央への貢納物のため、正税から多額の支出をしており、国衙機構の整備や、中央との連絡強化の費用のためにも、正税出挙の充実をはかる必要があったものとされている。この政策の背景にはさらに、財政難や天災などを背景とし、従来個々の目的に使用されていた官稲を正税に一本化することで、官稲の弾力的運用をはかろうとしたものであり、さらに責任の所在を明確化することで、不正防止をはかろうとしたものであったとも見られている。そこには、郡司のもとで行われてきた古い形態の財政運用を、国司を中心とした新しい地方支配体制により、合理的な運用に変えたものと見ることもできる。
だが、実際にはこの政策は長続きせず、天平16年（744年）には国分寺・国分尼寺運営のための国分二寺稲が、翌天平17年（745年）には国司の給与などの財源となる公廨稲が正税から分割され、その後も駅起稲が駅稲として復活する（復活しなかったとする異説もある）など、正税・公廨（稲）・雑稲の3本立で運用されるようになった。